# Kemisk bindning

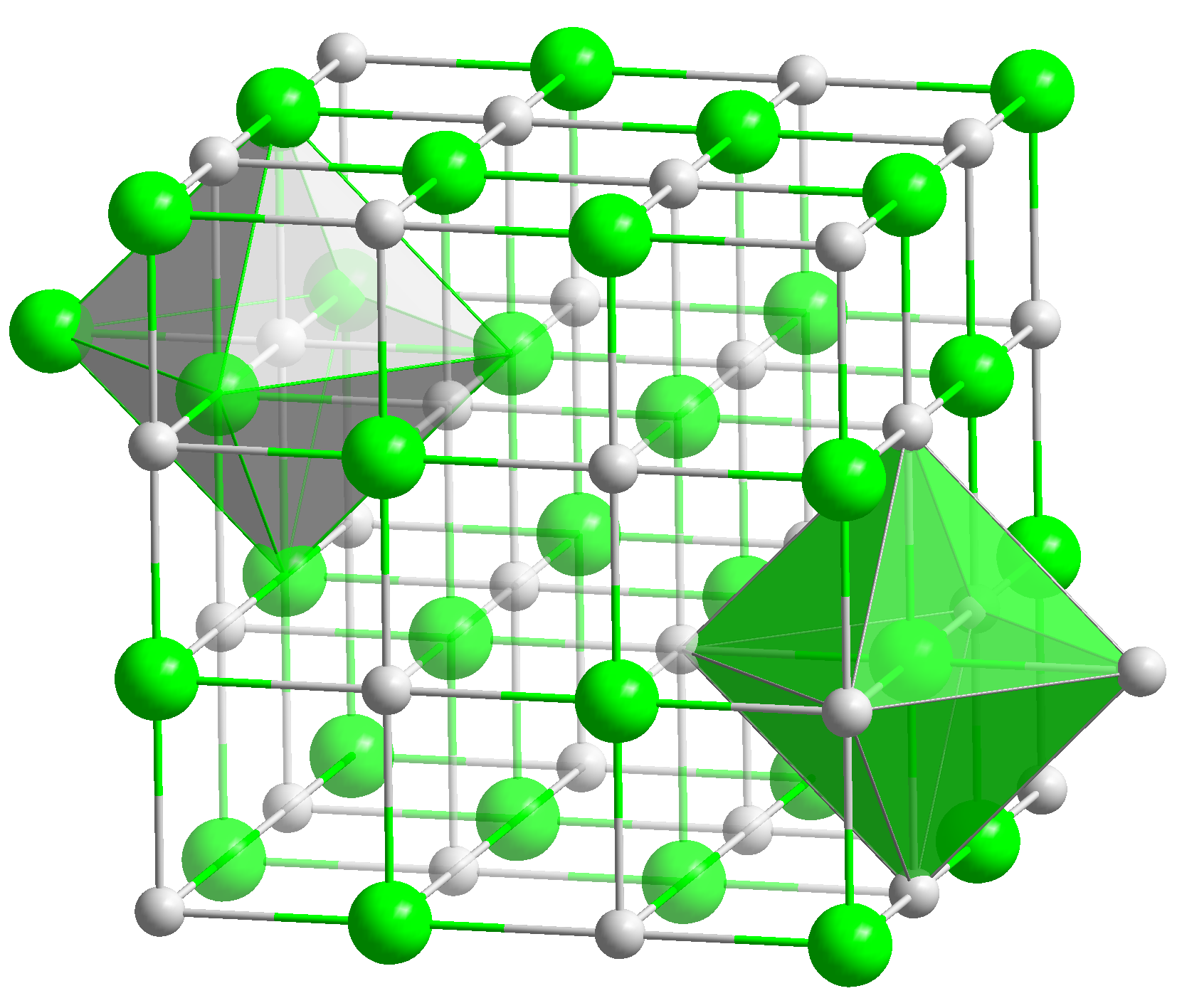
Gitter av natriumkloridjoner

En kemisk bindning är en attraktion mellan atomer, som möjliggör bildandet av kemiska substanser. 
Attraktionen beror på att det energimässigt är fördelaktigare för de flesta atomer och joner att vara bundna till lämpliga bindningspartners än att förekomma som obundna partiklar. Den moderna beskrivningen av den kemiska bindningen utförs på basis av kvantmekanik.
De olika bindningarnas styrkor varierar avsevärt. De starkaste bindningstyperna är jonbindningar och kovalenta bindningar. Övriga  bindningstyper är metallbindning, van der Waals-bindning, vätebindning, dipol-dipolbindning samt jon-dipolbindning.

## Exempel på bindningsenergier
| Bindning       | Ämne        | Eb [kJ/mol] | Eb [eV/atom] |
| -------------- | ----------- | ----------- | ------------ |
| Jon-           | NaCl        | 640         | 3,3          |
|                | MgO         | 1000        | 5,2          |
| Kovalent       | Si          | 450         | 4,7          |
|                | C (diamant) | 713         | 7,4          |
| Metall-        | Hg          | 68          | 0,7          |
|                | Al          | 324         | 3,4          |
|                | Fe          | 406         | 4,2          |
|                | W           | 849         | 8,8          |
| van der Waals- | Ar          | 7,7         | 0,08         |
|                | Cl2         | 31          | 0,32         |
| Väte-          | NH3         | 35          | 0,36         |
|                | H2O         | 51          | 0,52         |